# Taupinette
Pour les articles homonymes, voir Taupinette (homonymie).
Taupinette est la marque commerciale d'un fromage fermier appartenant à Alain Jousseaume, éleveur  à Roullet-Saint-Estèphe en Charente (France).
C'est un fromage au lait cru de chèvre, à pâte blanche molle à croûte cendrée fleurie, d'un poids moyen de l'ordre de 135 grammes à huit jours d'affinage.
Il est moulé à la louche, puis recouvert d'une fine couche de charbon de bois qui lui donne une teinte grisâtre développant des moisissures bleutées à l'affinage.
Ce fromage se consomme de mars à décembre. Sa pointe salée s'accorde bien avec les vins Chardonnay ou d'un vieux Pineau des Charentes.
Il a été Médaille d'Argent au Concours général agricole en 2006 à Paris.